# Live Search
Live Search war eine von der Firma Microsoft und ihres Internetportals MSN konstruierte Suchmaschine und war unter www.live.com zu finden. Sie war auch gleichzeitig der Nachfolger von Microsofts früherer Internetsuche MSN. 
Der Nachfolger von Live Search startete am 1. Juni 2009 unter dem Namen Bing.
Nachdem die Domain www.live.com eine Zeit lang zur Startseite von Bing weiterleitete, findet man dort nun die Anmelde-Seite zu dem Freemail-Dienst Outlook.com.

## Namensgebung
Live Search war die Suchmaschine des Windows-Live-Angebotes.

## Suchumfang
Mit der Suchmaschine konnte der Benutzer in der Normalansicht nach Wörtern (Begriffen), Textauszügen und Bildern im Internet suchen. Zusätzlich konnten Sucheingaben an die Windows-Live-Dienste „News“ (Nachrichten) und „Maps“ (Landkarten) weitergereicht werden, um dort nach Begriffen zu suchen.
Seit Anfang des Jahres 2008 war die Startseite von Live Search personalisierbar. Dabei konnte der Benutzer zusätzliche Elemente wie eine Wettervorhersage oder Schlagzeilen sowie Charts aus den Bereichen Musik und Kino einblenden.
Live Search Academic (zuvor Windows Live Academic) und Live Search Books, Parallelprojekte zu Google Scholar bzw. Google Books, wurden im Mai 2008 eingestellt. Im Oktober 2009 wurde Microsoft Academic Search gestartet.